# 다이쇼촌 (나라현)
다이쇼촌(大正村)은 나라현 미나미카쓰라기군에 설치되었던 촌이다. 현재의 고세시 북부, 야마토 가쓰라기산의 동쪽 기슭에서 나라 분지 남연 주변에 해당한다.

## 역사
- 1915년 4월 1일 - 구지라촌, 히가시마쓰모토촌, 다케다촌, 고바야시촌, 나라하라촌, 미무로촌, 니시마쓰모토촌, 가마타촌이 합병해 성립하였다.
- 1958년 3월 31일 - 고세정, 구즈촌, 가쓰조촌과 합병해 고세시가 성립하여, 동일 다이쇼촌은 폐지되었다.

## 교통

### 철도
- 일본국유철도
  - 와카야마선
- 긴키 닛폰 철도
  - 고세선

### 도로
- 국도 제24호선